# Puchar Kontynentalny w kombinacji norweskiej 2008/2009
Sezon 2008/2009 Pucharu Kontynentalnego w kombinacji norweskiej rozpoczął się 13 grudnia 2008 w amerykańskim Park City, zaś ostatnie zawody z tego cyklu zaplanowane zostały na 15 marca 2009 w fińskim Rovaniemi. W kalendarzu znalazły się dwadzieścia trzy konkursy, wszystkie zostały rozegrane metodą Gundersena.
Był to pierwszy oficjalny sezon Pucharu Kontynentalnego. Do 2008 roku rywalizacja na tym szczeblu nosiła nazwę Pucharu Świata B. Tytułu najlepszego zawodnika bronił Austriak Marco Pichlmayer. W sezonie tym najlepszy okazał się Niemiec Matthias Menz.

## Kalendarz i wyniki
| Lp  | Data             | Miejscowość      | Konkurencja           | 1. miejsce           | 2. miejsce            | 3. miejsce         |
| --- | ---------------- | ---------------- | --------------------- | -------------------- | --------------------- | ------------------ |
| 1.  | 13 grudnia 2008  | Park City        | Gundersen HS134/10 km | Todd Lodwick         | Brett Camerota        | Bryan Fletcher     |
| 2.  | 14 grudnia 2008  | Park City        | Gundersen HS134/10 km | Todd Lodwick         | Brett Camerota        | Marco Pichlmayer   |
| 3.  | 17 grudnia 2008  | Whistler         | Gundersen HS106/10 km | Todd Lodwick         | Toni Englert          | Steffen Tepel      |
| 4.  | 18 grudnia 2008  | Whistler         | Gundersen HS106/10 km | Tobias Kammerlander  | Todd Lodwick          | Matthias Menz      |
| 5.  | 3 stycznia 2009  | Eisenerz         | Gundersen HS100/10 km | Matthias Menz        | Tomaz Druml           | Andreas Günter     |
| 6.  | 4 stycznia 2009  | Eisenerz         | Gundersen HS100/10 km | Ruben Welde          | Stefan Tuss           | Thomas Kjelbotn    |
| 7.  | 10 stycznia 2009 | Klingenthal      | Gundersen HS140/10 km | Ole Christian Wendel | Andreas Günter        | Ruben Welde        |
| 8.  | 11 stycznia 2009 | Klingenthal      | Gundersen HS140/10 km | Andreas Günter       | Ruben Welde           | Johannes Weiss     |
| 9.  | 17 stycznia 2009 | Bischofshofen    | Gundersen HS140/10 km | Miroslav Dvořák      | Torkild Rasmussen Aam | Tomáš Slavík       |
| 10. | 18 stycznia 2009 | Bischofshofen    | Gundersen HS140/10 km | Ole Christian Wendel | Tomáš Slavík          | Iver Markengbakken |
| 11. | 24 stycznia 2009 | Kranj            | Gundersen HS109/10 km | Mitja Oranič         | Johannes Rydzek       | Marco Pichlmayer   |
| 12. | 25 stycznia 2009 | Kranj            | Gundersen HS109/10 km | Marjan Jelenko       | Mitja Oranič          | Andreas Günter     |
| 13. | 31 stycznia 2009 | Titisee-Neustadt | Gundersen HS142/10 km | Andreas Günter       | Jan Christian Bjørn   | Thomas Kjelbotn    |
| 14. | 1 lutego 2009    | Titisee-Neustadt | Gundersen HS142/10 km | Jan Christian Bjørn  | Andreas Günter        | Ruben Welde        |
| 15. | 14 lutego 2009   | Karpacz          | Gundersen HS94/10     | odwołany             | odwołany              | odwołany           |
| 16. | 15 lutego 2009   | Karpacz          | Gundersen HS94/10     | odwołany             | odwołany              | odwołany           |
| 17. | 28 lutego 2009   | Wisła            | Gundersen HS134/10 km | Håvard Klemetsen     | Toni Englert          | Iver Markengbakken |
| 18. | 1 marca 2009     | Wisła            | Gundersen HS134/10 km | Håvard Klemetsen     | Ole Martin Storlien   | Ruben Welde        |
| 19. | 7 marca 2009     | Høydalsmo        | Gundersen HS94/10 km  | Jonas Nermoen        | Magnus Krog           | Tomaz Druml        |
| 20. | 8 marca 2009     | Høydalsmo        | Gundersen HS94/10 km  | Tomaz Druml          | Lukas Runggaldier     | Jonas Nermoen      |
| 21. | 13 marca 2009    | Rovaniemi        | Gundersen HS100/10 km | Sebastian Reuschel   | Aldo Leetoja          | Wolfgang Bösl      |
| 22. | 14 marca 2009    | Rovaniemi        | Gundersen HS100/10 km | Matthias Menz        | Wolfgang Bösl         | Robert Hauser      |
| 23. | 15 marca 2009    | Rovaniemi        | Gundersen HS100/10 km | Tobias Kammerlander  | Matthias Menz         | Joel Bieri         |

## Klasyfikacje
| Lp.   | Zawodnik            | Punkty |
| 1.    | Matthias Menz       | 880    |
| 2.    | Ruben Welde         | 644    |
| 3.    | Andreas Günter      | 642    |
| 4.    | Tobias Kammerlander | 524    |
| 5.    | Stefan Tuss         | 476    |
| 6.    | Jan Christian Bjørn | 408    |
| 7.    | Thomas Kjelbotn     | 405    |
| 8.    | Toni Englert        | 380    |
| 8.    | Todd Lodwick        | 380    |
| 10.   | Robert Hauser       | 374    |
| . . . |                     |        |
| 42.   | Marcin Mąka         | 130    |
| 60.   | Tomasz Pochwała     | 64     |
| 62.   | Artur Broda         | 49     |
| 68.   | Andrzej Zarycki     | 40     |
| 74.   | Adam Cieślar        | 35     |
| 77.   | Wojciech Cieślar    | 33     |
| 99.   | Paweł Słowiok       | 10     |
| 115.  | Mateusz Wantulok    | 3      |